# European Touring Car Cup
FIA European Touring Car Cup, förkortas ETC Cup, är en standardvagnscup som skapades då European Touring Car Championship försvann till säsongen 2005. Cupen är indelad i tre klasser: Super 2000, Super Production och Super 1600. Även en nationscup finns. Tidigare (2005-2009) körde man endast två deltävlingar över en helg på hösten, men år 2010 gick man över till att köra en serie på tre deltävlingar under året. Detta varade dock bara under 2010 och 2011 var man tillbaka med endast en tävlingshelg, dock inte på hösten, utan i slutet av juli. År 2012 kommer man återigen köra en serie tävlingar, med totalt fyra tävlingshelger under året.

## Poängberäkning

### Kval
Från och med säsongen 2011 kommer de tre första i kvalet att få extra poäng.
| Placering: | 1 | 2 | 3 |
| ---------- | - | - | - |
| Poäng:     | 3 | 2 | 1 |

### Race
FIA European Touring Car Cup använder den gamla FIA-skalan för poängberäkning.
| Placering: | 1  | 2 | 3 | 4 | 5 | 6 | 7 | 8 |
| ---------- | -- | - | - | - | - | - | - | - |
| Poäng:     | 10 | 8 | 6 | 5 | 4 | 3 | 2 | 1 |

## Säsonger
| År   | Bana         | Super 2000-mästare                        | Super Production-mästare              | Super 1600-mästare               | Nations Cup-mästare |
| ---- | ------------ | ----------------------------------------- | ------------------------------------- | -------------------------------- | ------------------- |
| 2005 | Vallelunga   | Richard Göransson (BMW 320i)              | Lorenzo Falessi (Alfa Romeo 147 SP)   | kördes ej                        | okänt               |
| 2006 | Estoril      | Ryan Sharp (SEAT León TFSI)               | Alexander Lvov (Honda Civic Type-R)   | kördes ej                        | Storbritannien      |
| 2007 | Adria        | Michel Nykjær (SEAT León TFSI)            | Aleksey Basov (Honda Civic Type-R)    | kördes ej                        | Danmark             |
| 2008 | Salzburgring | Michel Nykjær (Chevrolet Lacetti)         | Fabio Fabiani (BMW 320i)              | Ralf Martin (Ford Fiesta ST)     | Danmark             |
| 2009 | Braga        | James Thompson (Honda Accord Euro R)      | Marcis Birkens (Honda Civic Type-R)   | Carsten Seifert (Ford Fiesta ST) | Storbritannien      |
| 2010 | Tre olika    | James Thompson (Honda Accord Euro R)      | Vojislav Lekić (Honda Civic Type-R)   | Carsten Seifert (Ford Fiesta ST) | ej utdelat          |
| 2011 | Salzburgring | Fabrizio Giovanardi (Honda Accord Euro R) | Aleksandar Tosić (Honda Civic Type-R) | Thomas Mühlenz (Ford Fiesta ST)  | Italien             |